# 稲戸井村
稲戸井村（いなといむら）は、茨城県北相馬郡にかつて存在した村である。現在の茨城県取手市の西部に位置している。

## 沿革
- 1889年（明治22年）4月1日 - 町村制施行に伴い、稲村、戸頭村、米ノ井村、野々井村が合併し北相馬郡稲戸井村が発足。
- 1955年（昭和30年）2月15日 - 取手町、小文間村、寺原村、高井村の大部分とともに合併、新たな取手町となり消滅。